# Domnitor

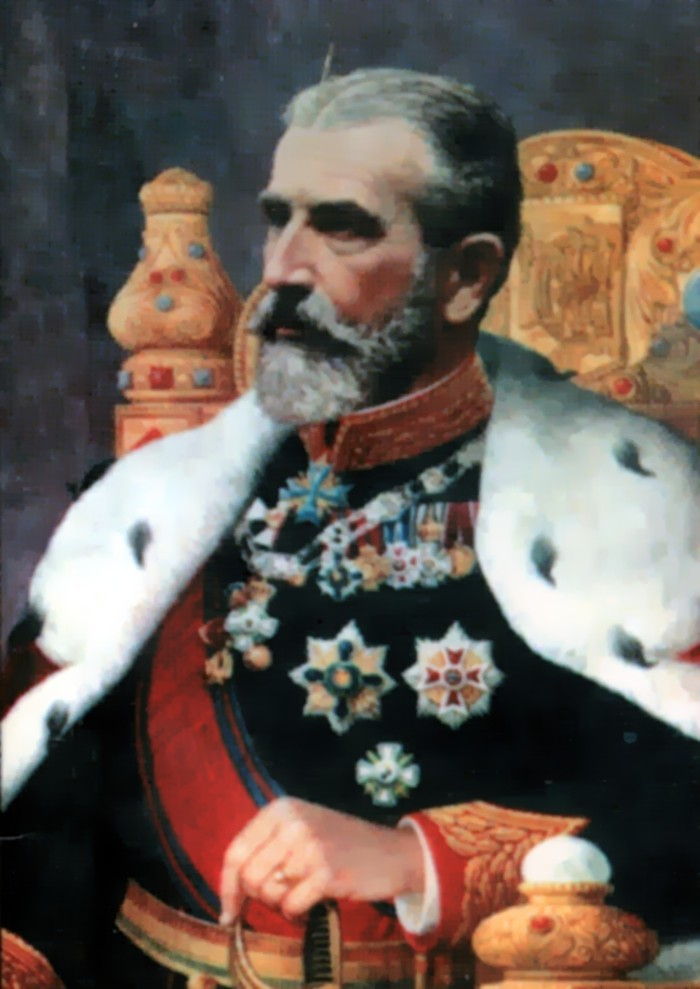
"Domnitor" Karel I. Rumunský

Domnitor (pl. domnitori) je někdejší oficiální titul panovníků Spojeného rumunského knížectví v letech 1859 až 1881. Tento titul je prakticky rovnocenný statusu knížete (Moldávie i Valašsko byly knížectví) a byl tak i překládán do cizích jazyků. Mnoho Domnitorů bylo například na zdech klášterů či ve svatých knihách portrétováno s královskou korunou. 

## Výskyt
Titul Domnitor se užíval ve středověku v podobném významu jaký má slovanský výraz Vojevod / vojvoda (vévoda). Samotný výraz pochází z rumunštiny, kde domn (pán či vládce) je odvozeno z latinského slova dominus. Svůj oficiálně uznaný význam získal pouze poté, co si roku 1859, v souběžných nezávislých lidových hlasováních zvolili obyvatelé Valašska a Moldávie stejného panovníka, Alexandru Ioana Cuzu (Alexandr Jan Kuza). Poté, co byl v roce 1866 Cuza svržen, byla nabídnuta rumunská (knížecí) koruna hohenzollernskému princi Karlu Eitelovi von Hohenzollern-Sigmaringen. Ten nabídku přijal a stal se v roce 1866 rumunským domnitorem (knížetem) a v roce 1881 prvním rumunským králem. Dynastie Hohenzollern-Sigmaringen pak v Rumunsku vládla až do komunistického převratu v roce 1947.